# 萬潮
萬潮（1488年—1543年），字汝信，號五溪，江西南昌府進賢縣（今江西省南昌市進賢縣）人，明朝政治人物。

## 生平
正德二年（1507年）丁卯科江西鄉試第八十九名。正德六年（1511年）進士第三甲第二百一十二名。由寧國府推官入為禮部儀制司主事，因在明武宗南巡之爭中上疏反對南巡，而與舒芬、夏良勝、陳九川共稱「江西四諫」。明世宗即位后，恢復官職，升兵部署职方司郎中事主事，嘉靖三年（1524年）八月升任浙江提學副使。久之，八年三月升爲浙江左參政，十一年正月考察，改调简僻，调任广西参政。嘉靖十二年，升任廣西按察使。十三年升任陝西右布政使，九月轉廣西左布政使，以内艰去，服阕补陝西左布政使。二十年（1541年）十一月升都察院右副都御史、巡抚延绥地方，二十一年八月被弹劾离任，次年正月行至宜君县因病去世。

## 家族
曾祖父萬原和，曾任教授贈運副；祖父萬福，成化二十三年進士，曾任知府；伯父萬鏜，弘治十八年進士，曾任吏部尚書；父親萬鎡，正德三年進士，曾任知府。母吳氏；繼母胡氏。